# Anna Verheyen
Anna Verheyen (4 november 2005) is een Vlaamse kindactrice en scenarioschrijver. Ze is de dochter van filmregisseur Jan Verheyen en journalist Lien Willaert. Ze ging naar school in Antwerpen.
In de VTM-reeks David vertolkte ze de rol van Romanie Dieleman (2009-2010). Ze verwierf bekendheid door het scenario te schrijven voor de deels autobiografische tienerfilm Bittersweet Sixteen (2021).